# Piccole donne (film 1994)
Piccole donne (Little Women) è un film del 1994, diretto dalla regista australiana Gillian Armstrong.
È il terzo film sonoro tratto dal libro di Louisa May Alcott, il primo con una regia femminile.

## Trama
Nel 1861, a Concord, una cittadina nel Massachusetts, il signor March viene chiamato alle armi nel corso della guerra di secessione americana lasciando sole la moglie, una donna forte ed efficiente, e le quattro figlie:
- Margaret, detta Meg, la maggiore, è assennata e gentile; cede a volte alla vanità e al desiderio di apparire, ma infine pone sopra ogni cosa l'affetto e l'amore della famiglia;
- Josephine, detta Jo, è la più vivace e impulsiva; vorrebbe essere al fronte accanto a suo padre per sostenere la guerra e sogna di diventare una scrittrice; per aiutare la sua famiglia lavora come dama di compagnia dell'anziana prozia March che fatica a comprendere il temperamento passionale e progressista della nipote;
- Elizabeth, per tutti Beth, è la più dolce e riservata, altruista al punto di porre il benessere e la serenità altrui prima di se stessa, si prende cura di vecchie bambole smesse e dei suoi adorati gattini, ha talento per la musica e ama suonare il pianoforte;
- Amy è la minore, ha una particolare ossessione per il suo naso (a suo parere poco aggraziato) e per le buone maniere, tanto da risultare talvolta eccessivamente snob e leziosa; si dimostrerà col tempo più matura e profonda, ha talento per le belle arti, in particolare per il disegno e la pittura.

Nella casa ci sono molte ristrettezze, ma le ragazze aiutano sempre chi è meno fortunato. Accanto alla loro casa vive l'anziano signor Laurence con il nipote Theodore (per tutti Laurie). Durante una festa il giovane conosce Meg e Jo, diventando migliore amico di quest'ultima e poi assiduo ospite di casa March.
Le quattro sorelle trascorrono le giornate affrontando i piccoli problemi quotidiani, le incomprensioni e riflettendo sul futuro e sul loro posto nel mondo. 
Il signor March è stato ferito in battaglia, così la moglie, affidate le figlie alla domestica Hannah e al signor Laurence, lo raggiunge al fronte. Durante l'assenza della madre Beth contrae la scarlattina ma riesce a salvarsi subito dopo il ritorno della signora March, anche se la malattia ha minato irrimediabilmente la sua salute.
Il giorno di Natale le sorelle ricevono un regalo inaspettato: il padre, salvo e convalescente, torna definitivamente a casa. La famiglia è finalmente riunita, ma Jo, dopo aver sorpreso Meg baciare John Brooke, intuisce con tristezza che presto ciascuna di loro lascerà il nido. 
Quattro anni dopo, Meg e John Brooke convolano a nozze; Amy parte con la zia March per l'Europa deludendo Jo che da tempo sognava di partire con la zia; dopo aver rifiutato la proposta di nozze di Laurie, la ragazza vive un grande momento di sconforto, ma viene incoraggiata dalla madre e va a New York per diventare scrittrice. Qui inizia a lavorare come istitutrice nella casa-albergo della signora Kirk e conosce Friedrich Bhaer, un insegnante tedesco di filosofia molto colto e attento ai problemi sociali, che a differenza degli altri ospiti della casa apprezza le idee di Jo e la sprona a esporle.
Nel frattempo Amy e Laurie si ritrovano in Europa e si avvicinano sempre di più, nonostante la ragazza sia corteggiata dal facoltoso Fred Vaughn. 
Dopo una discussione sulla qualità degli scritti, che Bhaer ritiene di basso profilo per le potenzialità di Jo, i due si allontanano momentaneamente. Giunge una lettera da casa: Beth si è aggravata e Jo decide di tornare per assistere la sorella nei suoi ultimi giorni. 
Beth si spegne serenamente lasciando un enorme vuoto in famiglia, che però viene poco dopo allietata dalla nascita dei due figli di Meg, Daisy e Demi. Jo decide di non tornare più a New York e inizia a scrivere il romanzo della sua famiglia e, appena concluso, lo invia al professor Bhaer per darne lettura.
In Europa, intanto, Amy sposa Laurie e proprio il giorno in cui i due tornano a casa per annunciarlo arriva anche il professor Bhaer per portare a Jo il suo romanzo, intitolato appunto "Piccole Donne", pubblicato a New York, ma fraintende e crede che sia lei a sposare Laurie. Scosso dalla notizia, si incammina verso la stazione, ma alla fine Jo riesce a raggiungerlo e gli spiega l'equivoco; oltre al proprio amore, gli offre un posto nella scuola per bianchi e neri che vuole aprire nella casa della vecchia zia. Lui felice accetta.

## Riconoscimenti
- 1995 - Premio Oscar
  - Nomination Migliore attrice a Winona Ryder
  - Nomination Migliori costumi
  - Nomination Migliore colonna sonora
- 1995 - Premio BAFTA
  - Nomination Migliori costumi a Colleen Atwood
- 1995 - Writers Guild of America Award
  - Nomination Miglior sceneggiatura non originale a Robin Swicord
- 1995 - Kansas City Film Critics Circle Awards
  - Miglior attrice a Winona Ryder